# William P. Slichter
William Pence Slichter (* 31. März 1922 in Ithaca, New York; † 25. Oktober 1990 in Chatham, New Jersey) war ein US-amerikanischer Elektroingenieur und Materialwissenschaftler.

## Leben und Wirken
William Slichter erwarb einen Master an der Harvard University und nach seinem Militärdienst (1943–1946) bei George B. Kistiakowsky ebenfalls an der Harvard University einen Ph.D. in chemischer Physik. 1950 ging er zu William O. Baker an die Bell Telephone Laboratories, wo er seine gesamte Karriere verbrachte. 1958 übernahm er die Leitung der Abteilung für Forschung in chemischer Physik, 1967 wurde er Direktor der Abteilung für Chemie und 1973 leitender Direktor der gesamten Abteilung für Materialforschung und Ingenieurwesen. 1987 ging er in den Ruhestand.
Bei den Bell Laboratories konnte Slichter wichtige Beiträge zur Halbleiterphysik und zur Polymerphysik leisten. Gemeinsam mit Joseph A. Burton und Robert C. Prim veröffentlichte er eine Arbeit zur Kristallisation rotierender Kristalle (Burton-Prim-Slichter-Gleichung), die eine unmittelbare Auswirkung auf die Herstellung von Kristallen für Transistoren hatte. Mittels NMR-Spektroskopie und Röntgenbeugung analysierte er semikristalline Polymere und andere Werkstoffe. Er führte Lichtwellenleiter ein und Resists für die Elektronenstrahllithografie. Auf der Organisationsebene machte er sich an den Bell Laboratories um die Bildung interdisziplinärer Teams und um die technische Kommunikation verdient.
Mehr als 30 Jahre nach seinem Tod werden Slichters Arbeiten noch regelmäßig zitiert. Laut Datenbank Scopus hat er einen h-Index von 15 (Stand Juli 2024).
William P. Slichter war der Sohn von Sumner Slichter (1892–1959), einem Wirtschaftsprofessor an der Harvard University, Enkel des Geophysikers Charles Sumner Slichter (1864–1946), Neffe des Physikers Louis B. Slichter (1896–1978) und Bruder des Physikers Charles P. Slichter (1924–2018). William Slichter war mit Ruth Kaple (1925–1988) verheiratet. Er starb an Krebs. Das gemeinsame Grab befindet sich auf dem Forest Hills Cemetery in Madison, Wisconsin. Das Paar hatte drei Töchter.

## Auszeichnungen (Auswahl)
- 1961 Fellow der American Physical Society[2]
- 1970 Polymer Physics Prize der American Physical Society[3]
- 1976 Mitglied der National Academy of Engineering[4]
- 1985 Mitglied der American Academy of Arts and Sciences[5][6]
- 1988 Earle B. Barnes Award for Leadership in Chemical Research Management der American Chemical Society[7]